# Saint-Romain-de-Surieu
Saint-Romain-de-Surieu – miejscowość i gmina we Francji, w regionie Owernia-Rodan-Alpy, w departamencie Isère.
Według danych na rok 1990 gminę zamieszkiwało 249 osób, a gęstość zaludnienia wynosiła 53 osób/km² (wśród 2880 gmin regionu Rodan-Alpy Saint-Romain-de-Surieu plasuje się na 1379. miejscu pod względem liczby ludności, natomiast pod względem powierzchni na miejscu 1539.).